# Philip Yancey
Philip Yancey, född 1949 i Atlanta, är en amerikansk evangelistisk-kristen författare vars böcker sålts i mer än 14 miljoner exemplar. 
På svenska finns:
- Den Jesus jag aldrig känt
- Mörkerseende och Bön
- Med nådens ögon ("What's so amazing about grace?").